# 自衛隊の海外出動を為さざることに関する決議
自衛隊の海外出動を為さざることに関する決議（じえいたいのかいがいしゅつどうをなさざることにかんするけつぎ）とは日本の国会決議。略称は自衛隊海外出動禁止決議。

## 概要
1954年の国会で保安隊を自衛隊に改組する自衛隊法案・防衛庁設置法案が審議されていた際に、自衛隊の海外派兵を禁ずる決議案を参議院本会議で採決する構想が浮上した。革新野党は当初日米MSA関係四協定が参議院本会議で承認された後に「海外派兵禁止決議に関する決議案」を上程する意向を示していた。しかし政府・与党はMSA協定の承認直後に海外派兵禁止決議案を可決することへの国際的な影響を考慮し、防衛二法案（自衛隊法案・防衛庁設置法案）の審議の時に上程すると与野党で確約し、与野党協議の過程で「自衛隊の海外出動を為さざることに関する決議案」として案文がまとめられ、防衛二法案が可決・成立した直後の1954年6月2日に参議院本会議で可決された。これを受けて、保安庁長官の木村篤太郎は「自衛隊は、わが国の平和と独立を守り、国の安全を保つため、直接、間接の侵略に対してわが国を防衛することが任務。海外派遣というような目的はもっていない」と政府としての所信を述べた。政治学者の篠田英朗はこの決議について自衛権や集団的自衛権に触れられておらず、自衛権と海外出動は別次元の問題と主張している。
1990年代に入って、湾岸戦争やPKOにおける自衛隊の海外での活動について、社会党国会議員が自衛隊の海外での活動は1954年の国会決議に反すると主張した。避難民輸送のための自衛隊輸送機派遣と国会決議の関係について海部俊樹首相は、1991年1月30日に参議院本会議で「当時の国会決議は海外出動ということについて、武力行使の目的をもって武装部隊が他国の領土、領空、領海へ行くことを念頭に置いて決められたものではないか」「国際機関の要請を受け、人道的な見地から避難民の輸送をするということもここに言う海外出動に当たるのか当たらないのか、人道的な問題まで許されないものであるかどうか」と述べ、国会決議の趣旨に反するものではないとの見解を示した。また、PKO法に絡んで自衛隊のPKO参加問題について、宮澤喜一首相は1991年12月4日に「（国会決議は）自衛隊が（PKO法案の）平和協力業務を行うため海外に出ることまでは想定しているのではないと思う」「憲法上許されないのは、『武力行使を目的とした海外派兵』であり、PKO法案が海外派兵に当たらないのは当然」と述べ、国会決議の趣旨に反するものではないとの見解を示した。

## 決議本文
本院は、自衛隊の創設に際し、現行憲法の条章と、わが国民の熾烈なる平和愛好精神に照し、海外出動はこれを行わないことを、茲に更めて確認する。
右決議する。